# Élections européennes de 2019 à Malte
Les élections européennes de 2019 à Malte sont les élections des députés de la neuvième législature du Parlement européen, qui se déroulent du 23 mai au 26 mai 2019 dans tous les États membres de l'Union européenne, dont Malte où elles ont lieu le 25 mai 2019. Des élections municipales ont lieu simultanément.

## Contexte
Au niveau européen, le scrutin intervient dans un contexte inédit. La mandature 2014-2019 a en effet vu intervenir plusieurs événements susceptibles d'influer durablement sur la situation politique européenne, comme le référendum sur l'appartenance du Royaume-Uni à l'Union européenne en 2016, l'arrivée ou la reconduction au pouvoir dans plusieurs pays de gouvernements eurosceptiques et populistes (en Hongrie en 2014, en Pologne en 2015, en Autriche en 2017 et en Italie en 2018) et l'adoption de l'Accord de Paris sur le climat en 2015. Les élections interviennent alors que la Commission européenne est présidée depuis 15 ans par le Parti populaire européen (PPE); la Commission sortante, présidée par Jean-Claude Juncker, rassemble des membres du PPE, de l'Alliance des libéraux et des démocrates pour l'Europe et du Parti socialiste européen.

## Mode de scrutin
Les six députés européens maltais sont élus au suffrage universel direct par les citoyens maltais et les ressortissants d’un autre État membre de l’UE, et âgés de plus de 18 ans. Le scrutin se tient selon le mode du vote unique transférable. Les électeurs classent les différents candidats selon un ordre de préférence. Aussi, pour être élu un candidat doit dépasser un quota de voix calculé préalablement (nombre de votes valides exprimés divisé par nombre de sièges à pouvoir plus 1). Les voix supplémentaires que ce candidat a recueilli étant ensuite redistribués entre les candidats restant en liste selon les préférences émises par les électeurs.

## Campagne

### Principaux partis et candidats
| Parti | Parti                                | Positionnement et idélogie         | Candidats | Parti européen | Députés sortants | Députés sortants |
| Parti | Parti                                | Positionnement et idélogie         | Candidats | Parti européen | Nombre           | Groupe politique |
| ----- | ------------------------------------ | ---------------------------------- | --- | -------------- | ---------------- | ---------------- |
|       | Parti Travailliste                   | Centre gauche Social-démocratie    | Alfred Sant, Mary Gauci, Lorna Vassallo, Robert Micallef, Cyrus Engerer, Alex Agius Saliba, Felix Busuttil, Miriam Dalli, James Grech, Joe Sammut, Josianne Cutajar, Fleur Vella, Noel Cassar et Josef Caruana. | PSE            | 3 / 6            | S&D              |
|       | Parti nationaliste                   | Centre droit Libéral-conservatisme | Roberta Metsola, David Casa, Francis Zammit Dimech, Peter Agius, Dione Borg, Michael Briguglio, and Frank Psaila.                                                                                               | PPE            | 3 / 6            | PPE              |
|       | Parti démocratique                   | Centre gauche Social-démocratie    | Martin Cauchi Inglott, Anthony Buttigieg, Cami Appelgren | ALDE           | 0 / 6            |                  |
|       | Alternative démocratique - Les Verts | Écologie politique                 | Mina Tolu, Carmel Cacopardo. | PVE            | 0 / 6            |                  |

### Déroulement de la campagne
Le 15 février, Mina Tolu qui candidate pour Alternative démocratique - Les Verts publie une vidéo dans laquelle elle appelle à un débat apaisé sur l'avortement, encore illégal à Malte, et se réjouit de la décision de l'ONG Abortion Support Network (en) d'étendre ses activités à Malte. Après avoir échoué à ce que le parti écologiste se désolidarise de ces propos, l'ancien président du parti vert Arnord Cassola a annoncé quitter le parti vert et se présenter comme indépendant.

### Sondages
| Sondeur           | Date            | AD      | PL      | PD      | PN      | IE     | Autres |
| ----------------- | --------------- | ------- | ------- | ------- | ------- | ------ | ------ |
| Sondeur           | Date            |         |         |         |         |        |        |
| Sagalytics        | 17 mai 2019     | 2,0 %   | 55,9 %  | 1,1 %   | 37,3 %  | 1,7 %  | --     |
| Malta Today       | 15 mai 2019     | 1,0 %   | 57,8 %  | 0,4 %   | 39,1 %  | 1,5 %  | 0,1 %  |
| MISCO             | 11 mai 2019     | < 1,0 % | 55,0 %  | < 1,0 % | 40,0 %  | --     | 3,4 %  |
| Malta Today       | 3 mai 2019      | 1,3 %   | 58,0 %  | 1,1 %   | 38,1 %  | 1,6 %  | --     |
| Sagalytics        | 2 mai 2019      | --      | 55,2 %  | --      | 39,0 %  | --     | 5,8 %  |
| Malta Today       | 4 avril 2019    | --      | 60,7 %  | --      | 36,4 %  | --     | 2,9 %  |
| MISCO             | 29 mars 2019    | 2,0 %   | 59,0 %  | 2,0 %   | 37,0 %  | --     | --     |
| Malta Today       | 27 février 2019 | 0,8 %   | 58,0 %  | 1,2 %   | 37,5 %  | --     | 2,5 %  |
| Malta Today       | 28 janvier 2019 | 0,6 %   | 61,9 %  | 0,4 %   | 35,9 %  | --     | 1,2 %  |
| Élections de 2014 | 24 mai 2014     | 2,95 %  | 53,39 % | /       | 40,02 % | 2,68 % | 0,96 % |

## Résultats
| Parti ou coalition       | Parti ou coalition                        | Voix    | %     | +/- | Sièges | +/-           | Groupe | Groupe |
| ------------------------ | ----------------------------------------- | ------- | ----- | --- | ------ | ------------- | ------ | ------ |
|                          | Parti travailliste (PL)                   | 141 267 | 54,29 |     | 4      | 1             | S&D    |        |
|                          | Parti nationaliste (PN)                   | 98 611  | 37,90 |     | 2      | 1             | PPE    |        |
|                          | Imperium Europa                           | 8 238   | 3,17  |     | 0      | en stagnation |        |        |
|                          | Parti démocratique (PD)                   | 5 276   | 2,03  | Nv. | 0      | en stagnation |        |        |
|                          | Alternative démocratique - Les Verts (AD) | 1 866   | 0,72  |     | 0      | en stagnation |        |        |
|                          | Alliance pour le changement (AB)          | 1 186   | 0,46  | Nv. | 0      | en stagnation |        |        |
|                          | Mouvement patriotique maltais (MPM)       | 771     | 0,30  | Nv. | 0      | en stagnation |        |        |
|                          | Brain, not ego                            | 323     | 0,12  | Nv. | 0      | en stagnation |        |        |
|                          | Indépendants                              | 2 530   | 1,01  |     | 0      | en stagnation |        |        |
|                          |                                           |         |       |     |        |               |        |        |
| Votes valides            | Votes valides                             | 260 212 | 96,36 |     |        |               |        |        |
| Votes blancs et nuls     | Votes blancs et nuls                      | 9 810   | 3,64  |     |        |               |        |        |
| Total                    | Total                                     | 270 022 | 100   | -   | 6      | en stagnation | -      |        |
| Abstentions              | Abstentions                               | 101 434 | 27,30 |     |        |               |        |        |
| Inscrits / Participation | Inscrits / Participation                  | 371 456 | 72,70 |     |        |               |        |        |